# Эвен-ха-Эзер

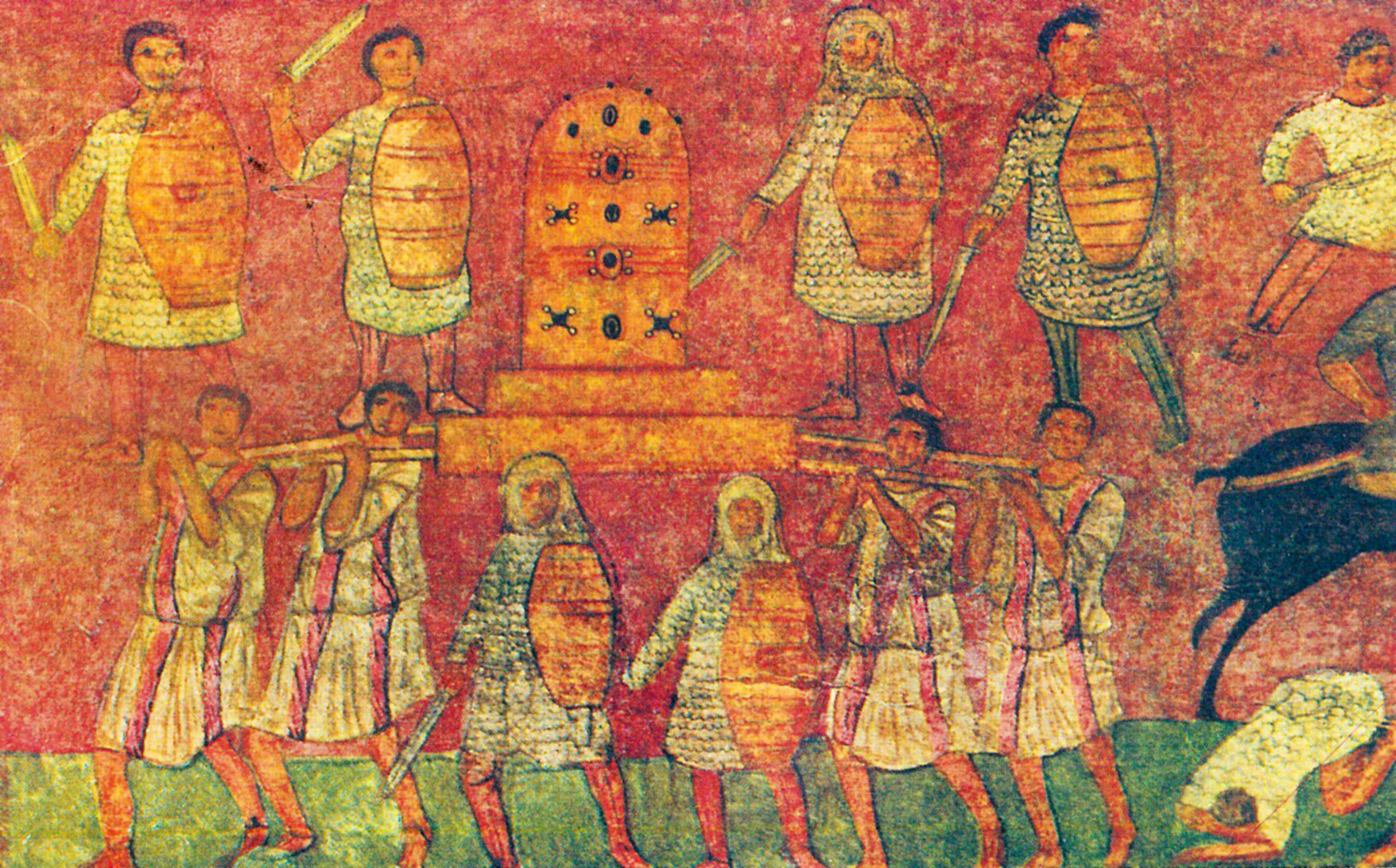
Изображение битвы при Эбен-Эзере из синагоги Дура-Европос (до 244 г. н. э.)

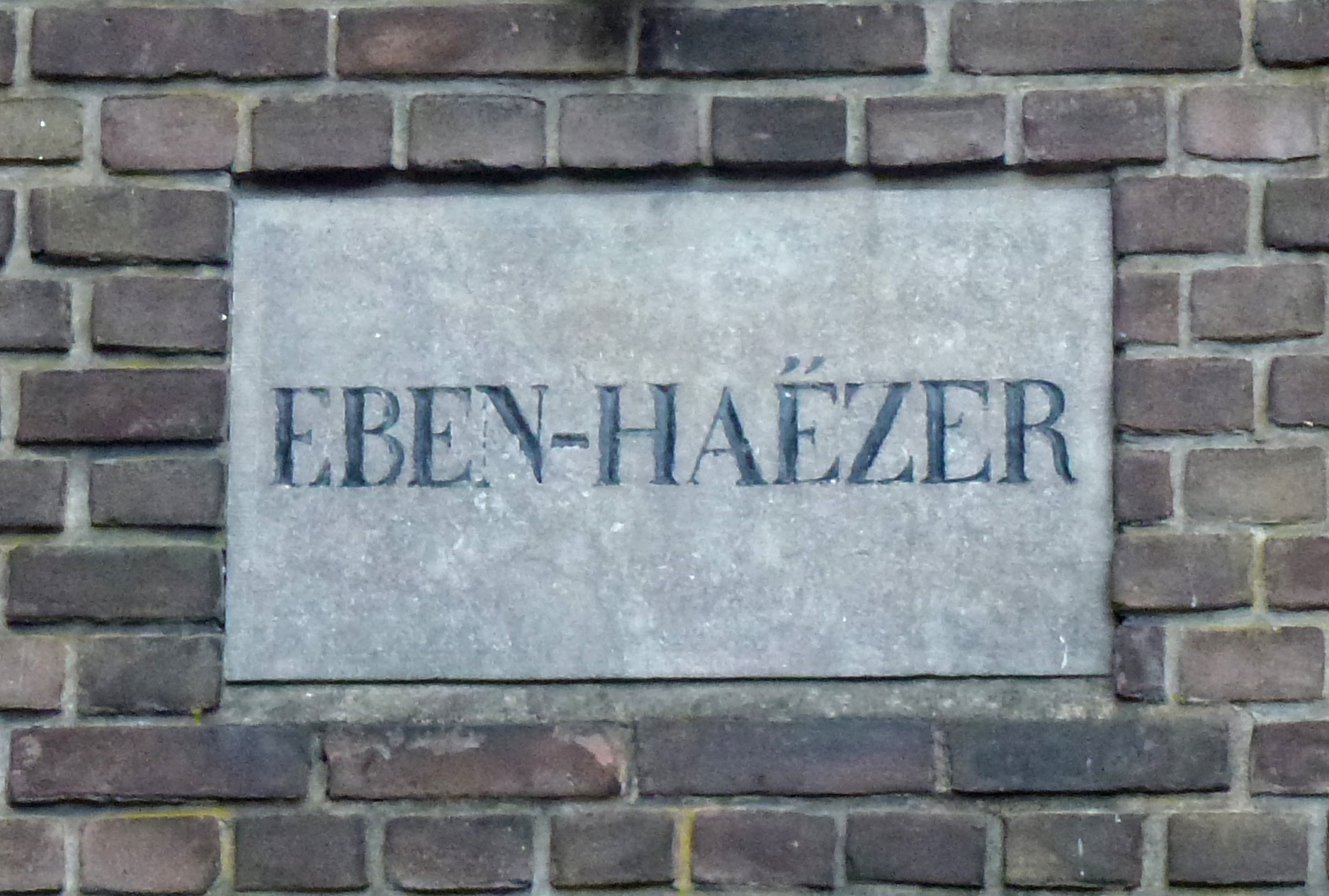
Гауда, Нидерланды

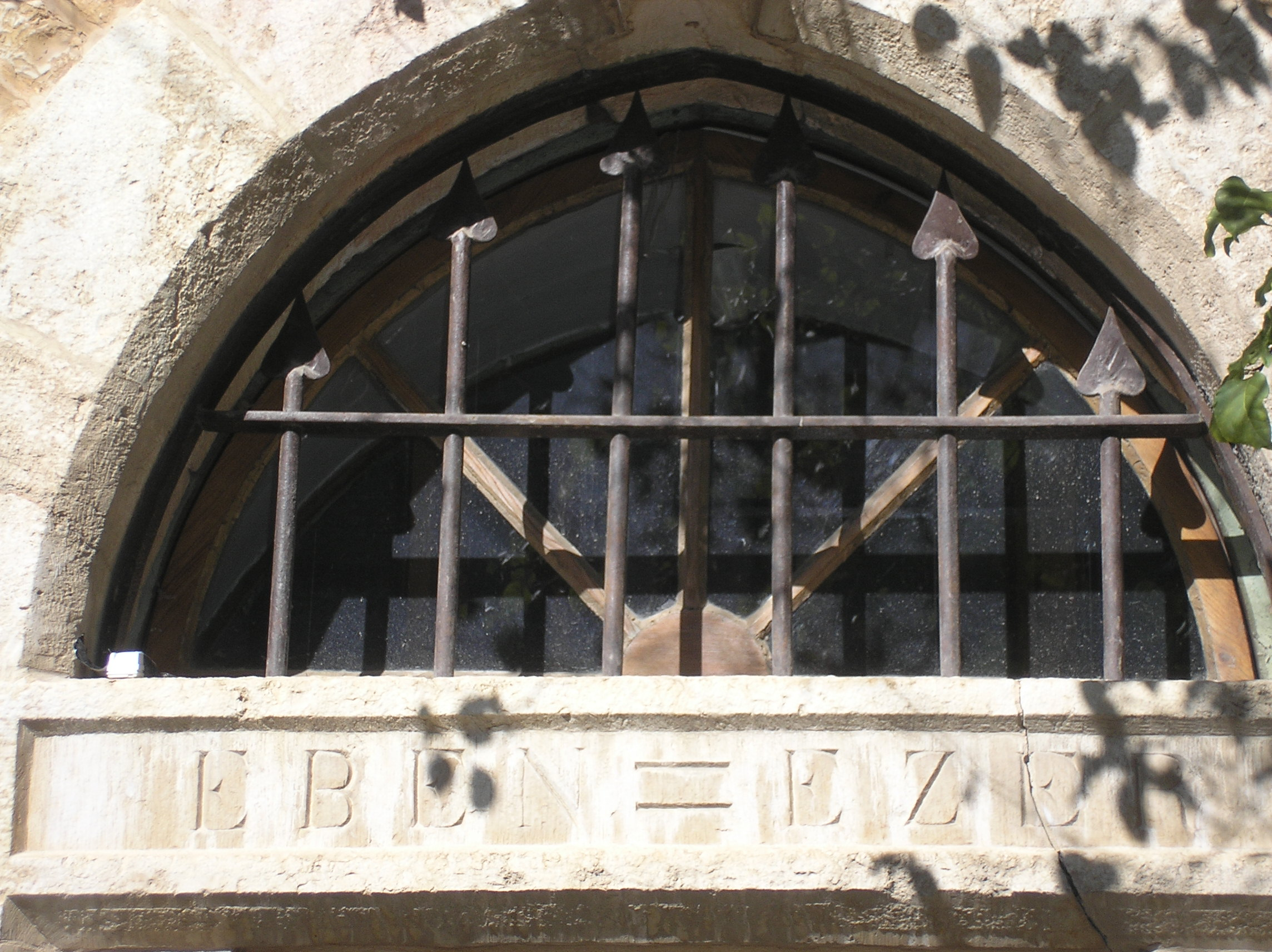
Надпись: Эбен-Эзер на Matthaus Frank House, сегодня улица Эмека Рефаима, 6 в Иерусалиме

Эвен ха-Эзер (ивр. אֶבֶן הָעֵזֶר‎, «камень помощи») — место, упоминаемое в Книге Самуила как место сражения израильтян с филистимлянами. Предполагаемые локации: менее чем в дне пути пешком от Силома, недалеко от Афека, в окрестностях Мицпы, недалеко от западного входа в перевал Бейт-Хорон. Некоторые отождествляют его с Бейт-Иксой, а другие — с Дайр-Абаном.

## Библейские упоминания
Этот топоним появляется в Книге Самуила в двух повествованиях:
- В первом повествовании (1Цар. 4:1—11) филистимляне побеждают израильтян, хотя израильтяне выносят Ковчег Завета на поле битвы. Филистимляне захватывают Ковчег и возвращают его лишь много месяцев спустя (1Цар. 6:1, 2).
- Во втором повествовании (1Цар. 7:2—14) израильтяне побеждают филистимлян после того, как Самуил принес жертву. В честь победы Самуил воздвигает камень Эвен ха-Эзер. Гимн Приди, источник всякого благословения[англ.] относится к этому камню[2].

## Современное размещение
Многие израильские археологи и историки определяют местоположение камня в непосредственной близости от современного Кафр-Касема, недалеко от Антипатриды (библейски город Афек).
Другое предлагаемое место называется «Исбет-Сарта». Некоторые ученые считают, что Афеков было несколько. Клод Кондер идентифицировал Эвен ха-Эзер с руинами примерно в 6 километрах от Дайр-Абана, известными под именем Мардж аль-Фикия (арабский этимологический вариант Афека).
Римский историк Евсевий, пишет об Эвен ха-Эзер в своем Ономастиконе следующим образом: «…место, откуда язычники захватили Ковчег, между Иерусалимом и Аскалоном, близ селения Бетсамис (Бейт-Шемеш)»,, что соответствует идентификации Кондера и Епифания